# 張家禾
張家禾（1996年12月15日—）為臺灣男子籃球運動員，場上位置為前鋒，現效力於超級籃球聯賽臺灣銀行。張家禾是屏東里港人，因為國中啟蒙教練魏建中而走上籃球路，畢業於高苑工商、國立臺灣藝術大學，大學畢業後就跟著超級籃球聯賽臺灣銀行練球，2019年8月在超級籃球聯賽新人選秀會被臺灣銀行以狀元籤選進球隊，成為隊史第九位超級籃球聯賽選秀狀元。2022年6月以一年合約續留臺灣銀行。2023年7月底參加2024年奧運男籃資格賽亞洲區預選賽代表隊訓練，歷經兩週集訓之後，中華民國籃球協會因為安全考量不參加該賽事，讓代表隊成員歸建母隊。8月10日加入威廉瓊斯盃男籃賽中華藍隊。9月在跨聯盟籃球邀請賽獲選大會最佳五人。

## 外部連結
- 張家禾在fiba.basketball（英语）
- 張家禾在Eurobasket.com（球員）（英语）
- 張家禾在Eurobasket.com（球員）（英语）
- 張家禾在RealGM（英语）
- 張家禾在Proballers（英语）
- 張家禾在Flashscore（英语）